# Lidia Sołtys
Lidia Sołtys (2 de agosto de 1988) es una deportista polaca que compitió en esgrima, especialista en la modalidad de sable. Ganó una medalla de plata en el Campeonato Europeo de Esgrima de 2006, en la prueba por equipos.

## Palmarés internacional
| Campeonato Europeo | Campeonato Europeo | Campeonato Europeo | Campeonato Europeo |
| Año                | Lugar              | Medalla            | Prueba             |
| ------------------ | ------------------ | ------------------ | ------------------ |
| 2006               | Esmirna (Turquía)  | Medalla de plata   | Sable por equipos  |